# بخش واشینگتن (شهرستان کارول، اوهایو)
بخش واشینگتن (به انگلیسی: Washington Township) یک منطقهٔ مسکونی در ایالات متحده آمریکا است که در شهرستان کرول، اوهایو واقع شده‌است.
 بخش واشینگتن ۶۷٫۴۰ کیلومتر مربع مساحت و ۱٬۲۳۹ نفر جمعیت دارد و ۳۸۸ متر بالاتر از سطح دریا واقع شده‌است.